# 比門斯多夫
比門斯多夫（德語：Birmensdorf）是瑞士联邦苏黎世州迪蒂孔区的市镇。该市镇面积为11.38平方千米，海拔高度518米，2018年12月31日人口数为6,511。

## 外部連結
- 比门斯多夫官方网站 （德文）